# Wang Shuang
Wang Shuang (王霜S, Wáng ShuāngP; Wuhan, 23 gennaio 1995) è una calciatrice cinese, centrocampista del Wuhan Jiangda e della nazionale cinese.

## Carriera

### Club

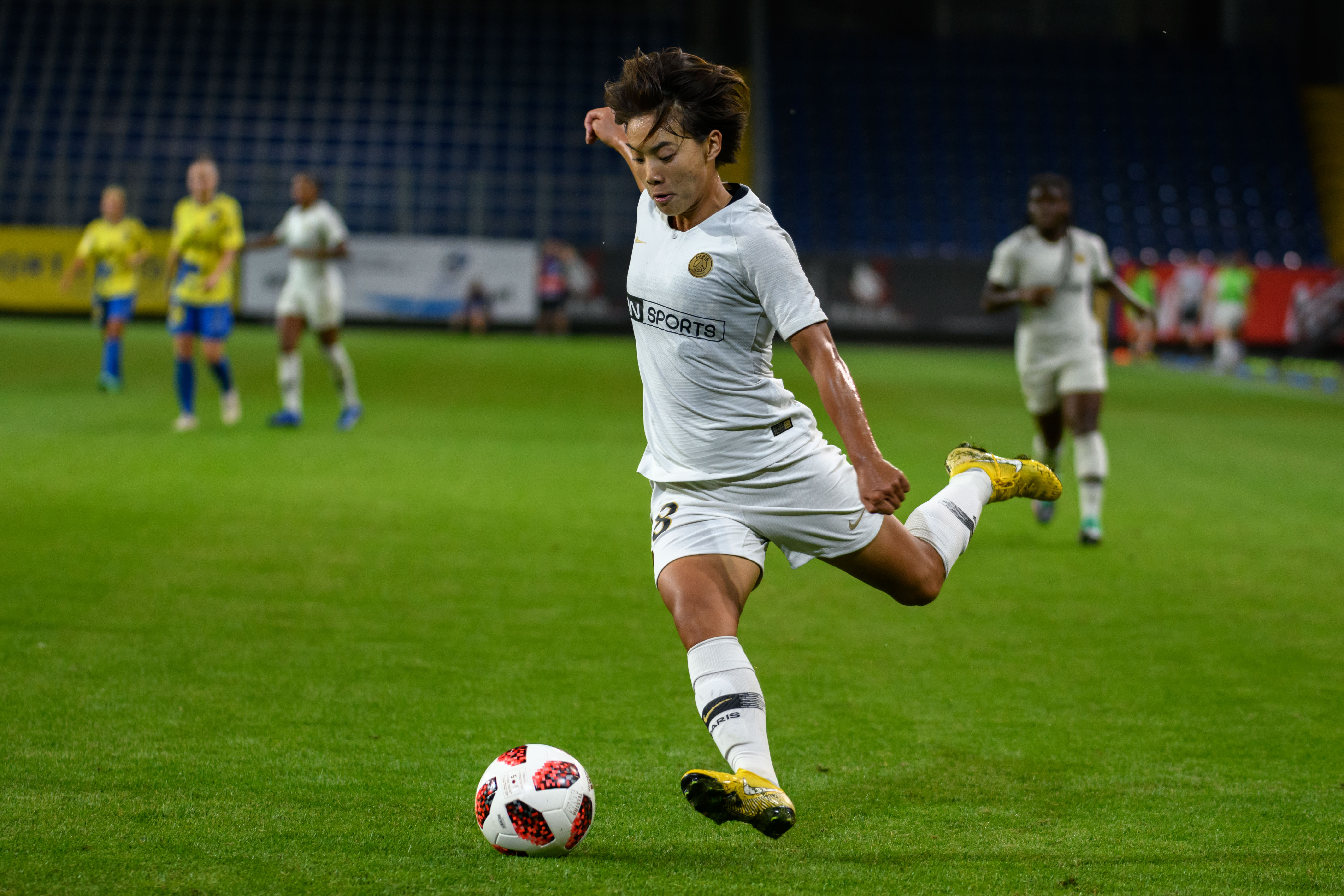
Wang con la maglia del Paris Saint-Germain nel corso dell'edizione 2018-2019 della UEFA Women's Champions League.

Dopo aver giocato lungamente in patria nella prima parte della carriera, conquistando due campionati con il Dalian Quanjian nel 2016 e 2017, nell'estate 2018 si trasferisce in Europa, siglando un contratto con il Paris Saint-Germain per giocare la stagione entrante in Division 1 Féminine, livello di vertice del campionato francese, debuttando l'8 settembre di quell'anno, alla 2ª giornata di campionato, nell'incontro vinto per 5-1 sulle avversarie del Paris FC e siglando al 39' la sua prima rete per il PSG, quella del parziale 2-0. Alla sua prima stagione con il club francese realizza 7 reti su 18 presenze in campionato, alle quali si aggiungono le 2 presenze in Coppa di Francia. Fa inoltre il suo debutto in UEFA Women's Champions League 2018-2019 il 12 settembre, ai sedicesimi di finale, nella vittoria esterna per 4-1 con le austriache del St. Pölten, venendo impiegata in altre quattro occasioni prima dell'eliminazione dal torneo ai quarti di finale, e siglando la rete che fissa sul 2-0 il risultato nell'incontro di andata degli ottavi di finale con le svedesi del Linköping.

### Nazionale
Identificata come uno dei giovani talenti emergenti del calcio femminile cinese, Wang viene convocata giovanissima dalla federazione calcistica della Cina (CFA) per indossare la maglia della formazione Under-17 già all'età di 12 anni. Grazie alle sue capacità, già all'inizio della carriera viene inserita inserita sia nelle varie giovanili che nella nazionale maggiore.
Approda all'under 19 in occasione del campionato asiatico di Cina 2013, dove si conferma elemento fondamentale della sua nazionale siglando 5 reti su altrettanti incontri, seconda marcatrice del torneo dietro alla sudcoreana Jang Sel-gi (8) e contribuendo a ottenere al termine del torneo il terzo posto che garantisce alla Cina l'accesso al Mondiale di Canada 2014 riservato alle formazioni Under-20. Grazie a questa prestazione nel novembre 2013 viene nominata per il trofeo AFC Young Player of the Year.
Tuttavia, appena diciassettenne, era già stata convocata con la formazione under 20, inserita in rosa con la squadra impegnata al Mondiale di Giappone 2012, facendo il suo esordio in un torneo FIFA il 20 agosto, nell'incontro perso per 4-0 con le avversarie della Germania, rimasta l'unica sua presenza in quell'edizione. Chiamata anche per la successiva edizione di Canada 2014, gioca tutti i tre incontri disputati dalla sua nazionale che, inserita nel gruppo B dove, con due pareggi, 1-1 con il Brasile e 5-5 con la Germania, e la sconfitta per 3-0 con gli Stati Uniti, la Cina si classifica al terzo posto venendo eliminata alla fase a gironi.
Nel frattempo, nel 2013, viene chiamata a indossare la maglia della nazionale maggiore, con la quale debutta il 12 gennaio, nell'amichevole persa per 1-0 con il Canada. Al termine dell'incontro il Commissario tecnico Hao Wei ha parole di elogio per l'allora diciassettenne e, nonostante lei abbia solo giocato 20 minuti, la giudica dotata di grandi potenzialità. Wang fa il suo debutto in un incontro ufficiale in occasione dell'edizione 2013 della Coppa dell'Asia orientale, nella partita persa 2-0 con il Giappone.
Il selezionatore Hao continua a concederle fiducia, e dopo il terzo posto ottenuto dalla Cina nell'edizione di Vietnam 2014 alla Coppa d'Asia, che le garantisce l'accesso al Mondiale di Canada 2015, la inserisce nella lista delle 23 calciatrici inviata alla FIFA. Tuttavia un piccolo infortunio alla vigilia del torneo costringe Hao ad utilizzarla solo facendola partire dalla panchina, riuscendo così a giocare quattro dei cinque incontri giocati dalla sua nazionale, saltando solo l'incontro inaugurale della fase a gironi con il Canada, il 6 giugno, persa per 1-0 in zona Cesarini. Scende in campo nelle due successive partite del gruppo A, vittoria per 1-0 con i Paesi Bassi e pareggio con la Nuova Zelanda per 2-2, che consentono alla Cina di accedere agli ottavi di finale, turno superato per la vittoria per 1-0 sul Camerun, e interrompere la corsa ai quarti di finale, battuta dagli Stati Uniti, che si laureeranno poi campioni del mondo per la terza volta, per una rete a zero.
Wang viene nuovamente selezionata per l'edizione 2015 della Coppa dell'Asia orientale giocata nella sua città natale, Wuhan.
Viene convocata per Tokyo 2020 e realizza 4 gol nella seconda partita del girone contro lo Zambia.

## Statistiche

### Cronologia presenze e reti in nazionale
| Cronologia completa delle presenze e delle reti in nazionale ― Cina | Cronologia completa delle presenze e delle reti in nazionale ― Cina | Cronologia completa delle presenze e delle reti in nazionale ― Cina | Cronologia completa delle presenze e delle reti in nazionale ― Cina | Cronologia completa delle presenze e delle reti in nazionale ― Cina | Cronologia completa delle presenze e delle reti in nazionale ― Cina | Cronologia completa delle presenze e delle reti in nazionale ― Cina | Cronologia completa delle presenze e delle reti in nazionale ― Cina |
| Data                                                                | Città                                                               | In casa                                                             | Risultato                                                           | Ospiti                                                              | Competizione                                                        | Reti                                                                | Note                                                                |
| ------------------------------------------------------------------- | ------------------------------------------------------------------- | ------------------------------------------------------------------- | ------------------------------------------------------------------- | ------------------------------------------------------------------- | ------------------------------------------------------------------- | ------------------------------------------------------------------- | ------------------------------------------------------------------- |
| 12-1-2013                                                           | Chongqing                                                           | Cina                                                                | 0 – 1                                                               | Canada                                                              | Amichevole                                                          | -                                                                   | 73’                                                                 |
| 16-1-2013                                                           | Hangzhou                                                            | Cina                                                                | 0 – 1                                                               | Norvegia                                                            | Amichevole                                                          | -                                                                   | 62’                                                                 |
| 19-1-2013                                                           | Shanghai                                                            | Cina                                                                | 2 – 0                                                               | Corea del Sud                                                       | Amichevole                                                          | -                                                                   | 84’                                                                 |
| 6-3-2013                                                            | Parchal                                                             | Svezia                                                              | 1 – 1                                                               | Cina                                                                | Algarve Cup 2013 - 1º turno                                         | -                                                                   | 46’                                                                 |
| 8-3-2013                                                            | Albufeira                                                           | Stati Uniti                                                         | 5 – 0                                                               | Cina                                                                | Algarve Cup 2013 - 1º turno                                         | -                                                                   | 75’                                                                 |
| 11-3-2013                                                           | Lagos                                                               | Cina                                                                | 1 – 0                                                               | Islanda                                                             | Algarve Cup 2013 - 1º turno                                         | -                                                                   |                                                                     |
| 14-3-2013                                                           | Lagos                                                               | Giappone                                                            | 1 – 0                                                               | Cina                                                                | Algarve Cup 2013 - Finale 5º posto                                  | -                                                                   |                                                                     |
| 20-7-2013                                                           | Yokohama                                                            | Giappone                                                            | 2 – 0                                                               | Cina                                                                | Qual. Mondiali 2015                                                 | -                                                                   | 81’                                                                 |
| 24-7-2013                                                           | Gwangju                                                             | Corea del Sud                                                       | 1 – 2                                                               | Cina                                                                | Qual. Mondiali 2015                                                 | -                                                                   |                                                                     |
| 27-7-2013                                                           | Nanchino                                                            | Cina                                                                | 0 – 1                                                               | Corea del Nord                                                      | Qual. Mondiali 2015                                                 | -                                                                   |                                                                     |
| 22-7-2013                                                           | Tientsin                                                            | Cina                                                                | 1 – 0                                                               | Messico                                                             | Amichevole                                                          | -                                                                   | 76’                                                                 |
| 25-9-2013                                                           | Wuhan                                                               | Cina                                                                | 0 – 4                                                               | Nuova Zelanda                                                       | Amichevole                                                          | -                                                                   | 90+3’                                                               |
| 12-1-2014                                                           | Ürümqi                                                              | Cina                                                                | 4 – 0                                                               | Hong Kong                                                           | Amichevole                                                          | 1                                                                   |                                                                     |
| 19-2-2014                                                           | Fuzhou                                                              | Cina                                                                | 3 – 1                                                               | Messico                                                             | Amichevole                                                          | -                                                                   |                                                                     |
| 24-2-2014                                                           | Nanning                                                             | Cina                                                                | 1 – 0                                                               | Belgio                                                              | Amichevole                                                          | -                                                                   | 79’                                                                 |
| 5-3-2014                                                            | Parchal                                                             | Norvegia                                                            | 0 – 1                                                               | Cina                                                                | Algarve Cup 2014 - 1º turno                                         | -                                                                   |                                                                     |
| 8-3-2014                                                            | Albufeira                                                           | Germania                                                            | 1 – 0                                                               | Cina                                                                | Algarve Cup 2014 - 1º turno                                         | -                                                                   |                                                                     |
| 10-3-2014                                                           | Lagos                                                               | Islanda                                                             | 1 – 0                                                               | Cina                                                                | Algarve Cup 2014 - 1º turno                                         | -                                                                   |                                                                     |
| 12-3-2014                                                           | Lagos                                                               | Cina                                                                | 1 – 1 (5 - 4 dtr)                                                   | Danimarca                                                           | Algarve Cup 2014 - Finale 5º posto                                  | -                                                                   |                                                                     |
| 6-4-2014                                                            | Columbus                                                            | Stati Uniti                                                         | 2 – 0                                                               | Cina                                                                | Amichevole                                                          | -                                                                   | 61’                                                                 |
| 10-4-2014                                                           | Montréal                                                            | Canada                                                              | 3 – 0                                                               | Cina                                                                | Amichevole                                                          | -                                                                   |                                                                     |
| 17-5-2014                                                           | Hangzhou                                                            | Cina                                                                | 6 – 0                                                               | Camerun                                                             | Amichevole                                                          | 1                                                                   | 58’                                                                 |
| 30-5-2014                                                           | Shenyang                                                            | Cina                                                                | 4 – 0                                                               | Nigeria                                                             | Amichevole                                                          | 1                                                                   | 49’                                                                 |
| 4-6-2014                                                            | Taiyuan                                                             | Cina                                                                | 7 – 0                                                               | Thailandia                                                          | Amichevole                                                          | -                                                                   | 82’                                                                 |
| 11-6-2014                                                           | Taegu                                                               | Corea del Sud                                                       | 0 – 0                                                               | Cina                                                                | Amichevole                                                          | -                                                                   |                                                                     |
| 15-6-2014                                                           | Pechino                                                             | Cina                                                                | 2 – 1                                                               | Corea del Sud                                                       | Amichevole                                                          | -                                                                   | 90+1’                                                               |
| 1-9-2014                                                            | Jiangmen                                                            | Cina                                                                | 5 – 0                                                               | Vietnam                                                             | Amichevole                                                          | 2                                                                   |                                                                     |
| 5-9-2014                                                            | Zhongshan                                                           | Cina                                                                | 2 – 2                                                               | Thailandia                                                          | Amichevole                                                          | 1                                                                   |                                                                     |
| 15-9-2014                                                           | Goyang                                                              | Giappone                                                            | 0 – 0                                                               | Cina                                                                | Giochi asiatici 2014 - 1º turno                                     | -                                                                   |                                                                     |
| 18-9-2014                                                           | Taegu                                                               | Cina                                                                | 4 – 0                                                               | Taiwan                                                              | Giochi asiatici 2014 - 1º turno                                     | -                                                                   |                                                                     |
| 22-9-2014                                                           | Incheon                                                             | Cina                                                                | 5 – 0                                                               | Giordania                                                           | Giochi asiatici 2014 - 1º turno                                     | -                                                                   |                                                                     |
| 26-9-2014                                                           | Pusan                                                               | Corea del Nord                                                      | 1 – 0                                                               | Cina                                                                | Giochi asiatici 2014 - Quarti di finale                             | -                                                                   |                                                                     |
| 10-12-2014                                                          | Brasilia                                                            | Stati Uniti                                                         | 1 – 1                                                               | Cina                                                                | Amichevole                                                          | -                                                                   |                                                                     |
| 13-12-2014                                                          | Recife                                                              | Argentina                                                           | 0 – 6                                                               | Cina                                                                | Amichevole                                                          | 1                                                                   | 84’                                                                 |
| 18-12-2014                                                          | Salvador                                                            | Brasile                                                             | 4 – 1                                                               | Cina                                                                | Amichevole                                                          | -                                                                   | 51’ 67’                                                             |
| 21-12-2014                                                          | Fortaleza                                                           | Cina                                                                | 0 – 0                                                               | Australia                                                           | Amichevole                                                          | -                                                                   |                                                                     |
| 8-1-2015                                                            | Guiyang                                                             | Cina                                                                | 0 – 0                                                               | Messico                                                             | Amichevole                                                          | -                                                                   |                                                                     |
| 12-1-2015                                                           | Harbin                                                              | Cina                                                                | 2 – 3                                                               | Spagna                                                              | Amichevole                                                          | -                                                                   | 77’                                                                 |
| 16-1-2015                                                           | Foshan                                                              | Cina                                                                | 1 – 2                                                               | Canada                                                              | Amichevole                                                          | -                                                                   | 64’                                                                 |
| 4-3-2015                                                            | Lagos                                                               | Brasile                                                             | 0 – 0                                                               | Cina                                                                | Algarve Cup 2015 - 1º turno                                         | -                                                                   |                                                                     |
| 6-3-2015                                                            | Lagos                                                               | Germania                                                            | 2 – 0                                                               | Cina                                                                | Algarve Cup 2015 - 1º turno                                         | -                                                                   | 90+3’                                                               |
| 9-3-2015                                                            | Albufeira                                                           | Svezia                                                              | 3 – 0                                                               | Cina                                                                | Algarve Cup 2015 - 1º turno                                         | -                                                                   | 46’                                                                 |
| 11-3-2015                                                           | Parchal                                                             | Portogallo                                                          | 3 – 3 (7 - 6 dtr)                                                   | Cina                                                                | Algarve Cup 2015 - Finale 11º posto                                 | -                                                                   |                                                                     |
| 9-4-2015                                                            | Manchester                                                          | Inghilterra                                                         | 2 – 1                                                               | Cina                                                                | Amichevole                                                          | -                                                                   |                                                                     |
| 11-6-2015                                                           | Calgary                                                             | Cina                                                                | 1 – 0                                                               | Paesi Bassi                                                         | Mondiali 2015 - 1º turno                                            | -                                                                   | 57’                                                                 |
| 15-6-2015                                                           | Winnipeg                                                            | Cina                                                                | 2 – 2                                                               | Nuova Zelanda                                                       | Mondiali 2015 - 1º turno                                            | -                                                                   | 72’ 86’                                                             |
| 20-6-2015                                                           | Edmonton                                                            | Cina                                                                | 1 – 0                                                               | Camerun                                                             | Mondiali 2015 - Ottavi di finale                                    | -                                                                   | 41’                                                                 |
| 26-6-2015                                                           | Ottawa                                                              | Cina                                                                | 0 – 1                                                               | Stati Uniti                                                         | Mondiali 2015 - Quarti di finale                                    | -                                                                   | 35’                                                                 |
| 29-8-2015                                                           | Tientsin                                                            | Cina                                                                | 0 – 1                                                               | Corea del Sud                                                       | Amichevole                                                          | -                                                                   | 30’                                                                 |
| 13-9-2015                                                           | Nanning                                                             | Cina                                                                | 2 – 3                                                               | Corea del Nord                                                      | Amichevole                                                          | -                                                                   | 78’                                                                 |
| 24-9-2015                                                           | Wuhan                                                               | Cina                                                                | 0 – 2                                                               | Giappone                                                            | Amichevole                                                          | -                                                                   | 38’ 62’                                                             |
| 14-10-2015                                                          | Chengdu                                                             | Cina                                                                | 1 – 3                                                               | Stati Uniti                                                         | Amichevole                                                          | -                                                                   | 69’                                                                 |
| 18-10-2015                                                          | Shenyang                                                            | Cina                                                                | 1 – 2                                                               | Spagna                                                              | Amichevole                                                          | -                                                                   | 64’                                                                 |
| 23-10-2015                                                          | Pechino                                                             | Cina                                                                | 2 – 1                                                               | Inghilterra                                                         | Amichevole                                                          | 2                                                                   | 73’                                                                 |
| 27-10-2015                                                          | Suzhou                                                              | Cina                                                                | 1 – 1                                                               | Australia                                                           | Amichevole                                                          | -                                                                   |                                                                     |
| 6-12-2015                                                           | Qujing                                                              | Cina                                                                | 2 – 0                                                               | Italia                                                              | Amichevole                                                          | -                                                                   |                                                                     |
| 25-2-2016                                                           | Taiyuan                                                             | Cina                                                                | 2 – 0                                                               | Vietnam                                                             | Qual. Olimpiadi 2016                                                | -                                                                   | 82’                                                                 |
| 28-2-2016                                                           | Yokohama                                                            | Giappone                                                            | 1 – 2                                                               | Cina                                                                | Qual. Olimpiadi 2016                                                | 1                                                                   |                                                                     |
| 4-3-2016                                                            | Pechino                                                             | Cina                                                                | 1 – 0                                                               | Corea del Sud                                                       | Qual. Olimpiadi 2016                                                | -                                                                   |                                                                     |
| 9-3-2016                                                            | Melbourne                                                           | Australia                                                           | 1 – 1                                                               | Cina                                                                | Qual. Olimpiadi 2016                                                | -                                                                   | 90+2’                                                               |
| 30-5-2016                                                           | Londra                                                              | Inghilterra                                                         | 1 – 1                                                               | Cina                                                                | Amichevole                                                          | -                                                                   |                                                                     |
| 13-6-2016                                                           | Düsseldorf                                                          | Germania                                                            | 4 – 1                                                               | Cina                                                                | Amichevole                                                          | -                                                                   |                                                                     |
| 17-6-2016                                                           | Grenoble                                                            | Francia                                                             | 3 – 0                                                               | Cina                                                                | Amichevole                                                          | -                                                                   | 64’                                                                 |
| 3-8-2016                                                            | Belo Horizonte                                                      | Brasile                                                             | 3 – 0                                                               | Cina                                                                | Olimpiadi 2016 - 1º turno                                           | -                                                                   | 79’                                                                 |
| 6-8-2016                                                            | Rio de Janeiro                                                      | Sudafrica                                                           | 0 – 2                                                               | Cina                                                                | Olimpiadi 2016 - 1º turno                                           | -                                                                   |                                                                     |
| 9-8-2016                                                            | Brasilia                                                            | Cina                                                                | 0 – 0                                                               | Svezia                                                              | Olimpiadi 2016 - 1º turno                                           | -                                                                   | 83’                                                                 |
| 12-8-2016                                                           | Salvador                                                            | Cina                                                                | 0 – 1                                                               | Germania                                                            | Olimpiadi 2016 - Quarti di finale                                   | -                                                                   |                                                                     |
| 11-10-2016                                                          | Fuzhou                                                              | Cina                                                                | 2 – 2                                                               | Islanda                                                             | Amichevole                                                          | 1                                                                   |                                                                     |
| 18-10-2016                                                          | Nanning                                                             | Cina                                                                | 4 – 1                                                               | Uzbekistan                                                          | Amichevole                                                          | 2                                                                   |                                                                     |
| 23-10-2016                                                          | Canton                                                              | Cina                                                                | 1 – 0                                                               | Danimarca                                                           | Amichevole                                                          | -                                                                   |                                                                     |
| 15-1-2017                                                           | Dalian                                                              | Cina                                                                | 2 – 0                                                               | Thailandia                                                          | Amichevole                                                          | 1                                                                   |                                                                     |
| 19-1-2017                                                           | Shanghai                                                            | Cina                                                                | 2 – 0                                                               | Malaysia                                                            | Amichevole                                                          | -                                                                   |                                                                     |
| 24-1-2017                                                           | Hangzhou                                                            | Cina                                                                | 5 – 0                                                               | Ucraina                                                             | Amichevole                                                          | 1                                                                   |                                                                     |
| 1-3-2017                                                            | Faro                                                                | Paesi Bassi                                                         | 1 – 0                                                               | Cina                                                                | Algarve Cup 2017 - 1º turno                                         | -                                                                   |                                                                     |
| 3-3-2017                                                            | Faro                                                                | Cina                                                                | 0 – 0                                                               | Svezia                                                              | Algarve Cup 2017 - 1º turno                                         | -                                                                   |                                                                     |
| 6-3-2017                                                            | Albufeira                                                           | Cina                                                                | 1 – 2                                                               | Australia                                                           | Algarve Cup 2017 - 1º turno                                         | -                                                                   | 81’                                                                 |
| 8-3-2017                                                            | Parchal                                                             | Islanda                                                             | 2 – 1                                                               | Cina                                                                | Algarve Cup 2017 - Finale 9º posto                                  | -                                                                   | 82’                                                                 |
| 5-4-2017                                                            | Luoyang                                                             | Cina                                                                | 2 – 0                                                               | Spagna                                                              | Amichevole                                                          | 1                                                                   | 79’                                                                 |
| 9-4-2017                                                            | Wuhan                                                               | Cina                                                                | 2 – 1                                                               | Messico                                                             | Amichevole                                                          | -                                                                   |                                                                     |
| 8-6-2017                                                            | Tientsin                                                            | Cina                                                                | 0 – 1                                                               | Corea del Nord                                                      | Amichevole                                                          | -                                                                   |                                                                     |
| 11-6-2017                                                           | Chengdu                                                             | Cina                                                                | 4 – 2                                                               | Finlandia                                                           | Amichevole                                                          | -                                                                   | 85’                                                                 |
| 22-10-2017                                                          | Sydney                                                              | Australia                                                           | 3 – 0                                                               | Cina                                                                | Amichevole                                                          | -                                                                   |                                                                     |
| 26-10-2017                                                          | Melbourne                                                           | Brasile                                                             | 5 – 1                                                               | Cina                                                                | Amichevole                                                          | -                                                                   |                                                                     |
| 4-11-2017                                                           | Pechino                                                             | Cina                                                                | 0 – 2                                                               | Corea del Nord                                                      | Qual. Mondiali 2019                                                 | -                                                                   |                                                                     |
| 13-11-2017                                                          | Fukuoka                                                             | Giappone                                                            | 1 – 0                                                               | Cina                                                                | Qual. Mondiali 2019                                                 | -                                                                   |                                                                     |
| 15-12-2017                                                          | Busan                                                               | Corea del Sud                                                       | 1 – 3                                                               | Cina                                                                | Qual. Mondiali 2019                                                 | -                                                                   | 66’                                                                 |
| 28-2-2018                                                           | Lagos                                                               | Portogallo                                                          | 2 – 1                                                               | Cina                                                                | Algarve Cup 2018 - 1º turno                                         | -                                                                   | 85’                                                                 |
| 2-3-2018                                                            | Parchal                                                             | Cina                                                                | 0 – 2                                                               | Norvegia                                                            | Algarve Cup 2018 - 1º turno                                         | -                                                                   |                                                                     |
| 5-3-2018                                                            | Lagos                                                               | Australia                                                           | 2 – 0                                                               | Cina                                                                | Algarve Cup 2018 - Finale 11º posto                                 | -                                                                   | 87’                                                                 |
| 6-4-2018                                                            | Amman                                                               | Cina                                                                | 4 – 0                                                               | Thailandia                                                          | Coppa d'Asia 2018 - 1º turno                                        | 1                                                                   | 80’                                                                 |
| 9-4-2018                                                            | Amman                                                               | Filippine                                                           | 0 – 3                                                               | Cina                                                                | Coppa d'Asia 2018 - 1º turno                                        | -                                                                   | 71’                                                                 |
| 12-4-2018                                                           | Amman                                                               | Giordania                                                           | 1 – 8                                                               | Cina                                                                | Coppa d'Asia 2018 - 1º turno                                        | 3                                                                   |                                                                     |
| 17-4-2018                                                           | Amman                                                               | Cina                                                                | 1 – 3                                                               | Giappone                                                            | Coppa d'Asia 2018 - Semifinale                                      | -                                                                   |                                                                     |
| 20-4-2018                                                           | Amman                                                               | Cina                                                                | 3 – 1                                                               | Thailandia                                                          | Coppa d'Asia 2018 - Finale 3º posto                                 | -                                                                   |                                                                     |
| 17-8-2018                                                           | Giacarta                                                            | Cina                                                                | 7 – 0                                                               | Hong Kong                                                           | Giochi asiatici 2018 - 1º turno                                     | 1                                                                   |                                                                     |
| 20-8-2018                                                           | Bandung                                                             | Tagikistan                                                          | 0 – 16                                                              | Cina                                                                | Giochi asiatici 2018 - 1º turno                                     | 1                                                                   | 65’                                                                 |
| 22-8-2018                                                           | Depok                                                               | Corea del Nord                                                      | 0 – 2                                                               | Cina                                                                | Giochi asiatici 2018 - 1º turno                                     | 1                                                                   | 64’                                                                 |
| 25-8-2018                                                           | Surabaya                                                            | Cina                                                                | 5 – 0                                                               | Thailandia                                                          | Giochi asiatici 2018 - Quarti di finale                             | 2                                                                   |                                                                     |
| 28-8-2018                                                           | Makassar                                                            | Taiwan                                                              | 0 – 1                                                               | Cina                                                                | Giochi asiatici 2018 - Semifinale                                   | 1                                                                   |                                                                     |
| 31-8-2018                                                           | Palembang                                                           | Giappone                                                            | 1 – 0                                                               | Cina                                                                | Giochi asiatici 2018 - Finale                                       | -                                                                   |                                                                     |
| 11-10-2018                                                          | Nanchino                                                            | Cina                                                                | 10 – 0                                                              | Monaco                                                              | Qual. Mondiali 2019                                                 | -                                                                   |                                                                     |
| 19-11-2018                                                          | Hong Kong                                                           | Hong Kong                                                           | 0 – 6                                                               | Cina                                                                | Qual. Mondiali 2019                                                 | -                                                                   |                                                                     |
| 5-12-2018                                                           | Tientsin                                                            | Cina                                                                | 2 – 0                                                               | Taiwan                                                              | Qual. Mondiali 2019                                                 | -                                                                   |                                                                     |
| 17-1-2019                                                           | Shanghai                                                            | Cina                                                                | 3 – 0                                                               | Nigeria                                                             | Amichevole                                                          | -                                                                   | 67’                                                                 |
| 20-1-2019                                                           | Hangzhou                                                            | Cina                                                                | 1 – 0                                                               | Corea del Sud                                                       | Amichevole                                                          | -                                                                   |                                                                     |
| 1-3-2019                                                            | Faro                                                                | Cina                                                                | 1 – 3                                                               | Norvegia                                                            | Algarve Cup 2019 - 1º turno                                         | -                                                                   | 51’                                                                 |
| 4-3-2019                                                            | Lagos                                                               | Danimarca                                                           | 1 – 0                                                               | Cina                                                                | Algarve Cup 2019 - 1º turno                                         | -                                                                   | 86’                                                                 |
| 6-3-2019                                                            | Albufeira                                                           | Cina                                                                | 1 – 1 (2- 4 dtr)                                                    | Paesi Bassi                                                         | Algarve Cup 2019 - Finale 11º posto                                 | -                                                                   | 72’                                                                 |
| 31-5-2019                                                           | Bordeaux                                                            | Francia                                                             | 2 – 1                                                               | Cina                                                                | Amichevole                                                          | -                                                                   | 46’                                                                 |
| 8-6-2019                                                            | Rennes                                                              | Germania                                                            | 1 – 0                                                               | Cina                                                                | Mondiali 2019 - 1º turno                                            | -                                                                   | 46’ 71’                                                             |
| 13-6-2019                                                           | Parigi                                                              | Sudafrica                                                           | 0 – 1                                                               | Cina                                                                | Mondiali 2019 - 1º turno                                            | -                                                                   |                                                                     |
| 17-6-2019                                                           | Le Havre                                                            | Cina                                                                | 0 – 0                                                               | Spagna                                                              | Mondiali 2019 - 1º turno                                            | -                                                                   | 55’                                                                 |
| 25-6-2019                                                           | Montpellier                                                         | Italia                                                              | 2 – 0                                                               | Cina                                                                | Mondiali 2019 - Ottavi di finale                                    | -                                                                   |                                                                     |
| 7-11-2019                                                           | Chengdu                                                             | Cina                                                                | 2 – 0                                                               | Nuova Zelanda                                                       | Amichevole                                                          | 1                                                                   |                                                                     |
| 15-11-2019                                                          | Nanning                                                             | Cina                                                                | 0 – 0                                                               | Brasile                                                             | Amichevole                                                          | -                                                                   | 82’                                                                 |
| 10-12-2019                                                          | Taiyuan                                                             | Cina                                                                | 0 – 0                                                               | Corea del Sud                                                       | Amichevole                                                          | -                                                                   | 73’                                                                 |
| 14-12-2019                                                          | Pechino                                                             | Cina                                                                | 0 – 3                                                               | Giappone                                                            | Amichevole                                                          | -                                                                   | 64’                                                                 |
| 13-2-2021                                                           | Brisbane                                                            | Australia                                                           | 1 – 1                                                               | Cina                                                                | Amichevole                                                          | -                                                                   |                                                                     |
| 8-4-2021                                                            | Gwangju                                                             | Corea del Sud                                                       | 1 – 2                                                               | Cina                                                                | Qual. Mondiali 2023                                                 | -                                                                   |                                                                     |
| 13-4-2021                                                           | Shenzhen                                                            | Cina                                                                | 2 – 2                                                               | Corea del Sud                                                       | Qual. Mondiali 2023                                                 | 2                                                                   | 118’                                                                |
| 21-7-2021                                                           | Tokyo                                                               | Cina                                                                | 0 – 5                                                               | Brasile                                                             | Olimpiadi 2020 - 1º turno                                           | -                                                                   |                                                                     |
| 24-7-2021                                                           | Kashima                                                             | Cina                                                                | 4 – 4                                                               | Zambia                                                              | Olimpiadi 2020 - 1º turno                                           | 3                                                                   |                                                                     |
| 28-7-2021                                                           | Yokohama                                                            | Paesi Bassi                                                         | 8 – 2                                                               | Cina                                                                | Olimpiadi 2020 - 1º turno                                           | 1                                                                   |                                                                     |
| 20-1-2022                                                           | Mumbai                                                              | Cina                                                                | 4 – 0                                                               | Taiwan                                                              | Coppa d'Asia 2022 - 1º turno                                        | 2                                                                   |                                                                     |
| 23-1-2022                                                           | Mumbai                                                              | Iran                                                                | 0 – 7                                                               | Cina                                                                | Coppa d'Asia 2022 - 1º turno                                        | 2                                                                   |                                                                     |
| 30-1-2022                                                           | Navi Mumbai                                                         | Cina                                                                | 3 – 1                                                               | Vietnam                                                             | Coppa d'Asia 2022 - Quarti di finale                                | 1                                                                   |                                                                     |
| 6-2-2022                                                            | Mumbai                                                              | Cina                                                                | 3 – 2                                                               | Corea del Sud                                                       | Coppa d'Asia 2022 - Finale                                          | 1                                                                   | 60’                                                                 |
| 23-7-2022                                                           | Shenzhen                                                            | Cina                                                                | 1 – 1                                                               | Corea del Sud                                                       | Amichevole                                                          | -                                                                   | 65’                                                                 |
| 26-7-2022                                                           | Hangzhou                                                            | Giappone                                                            | 0 – 0                                                               | Cina                                                                | Amichevole                                                          | -                                                                   | 66’                                                                 |
| 6-4-2023                                                            | Lucerna                                                             | Svizzera                                                            | 0 – 0                                                               | Cina                                                                | Amichevole                                                          | -                                                                   | 61’                                                                 |
| 22-7-2023                                                           | Perth                                                               | Danimarca                                                           | 1 – 0                                                               | Cina                                                                | Mondiali 2023 - 1º turno                                            | -                                                                   | 46’                                                                 |
| 28-7-2023                                                           | Adelaide                                                            | Cina                                                                | 1 – 0                                                               | Haiti                                                               | Mondiali 2023 - 1º turno                                            | 1                                                                   | 46’                                                                 |
| 1-8-2023                                                            | Brisbane                                                            | Cina                                                                | 1 – 6                                                               | Inghilterra                                                         | Mondiali 2023 - 1º turno                                            | 1                                                                   | 75’                                                                 |
| 22-9-2023                                                           | Harbin                                                              | Cina                                                                | 16 – 0                                                              | Mongolia                                                            | Amichevole                                                          | 3                                                                   | 60’                                                                 |
| 30-9-2023                                                           | Canton                                                              | Cina                                                                | 4 – 0                                                               | Thailandia                                                          | Amichevole                                                          | 2                                                                   | 70’                                                                 |
| 3-10-2023                                                           | Xiamen                                                              | Cina                                                                | 3 – 4                                                               | Giappone                                                            | Amichevole                                                          | -                                                                   | 81’                                                                 |
| 6-10-2023                                                           | Hangzhou                                                            | Cina                                                                | 7 – 0                                                               | Uzbekistan                                                          | Amichevole                                                          | 1                                                                   | 75’                                                                 |
| Totale                                                              |                                                                     | Presenze                                                            | 130                                                                 |                                                                     | Reti                                                                | 47                                                                  |                                                                     |

## Palmarès

### Club
- Campionato cinese: 2

Dalian Quanjian: 2016, 2017

### Nazionale
- Coppa d'Asia: 1

2022